# Роки (Оклахома)
Роки (енгл. Rocky) град је у америчкој савезној држави Оклахома.

## Демографија
По попису из 2010. године број становника је 162, што је 12 (-6,9%) становника мање него 2000. године.
| Група             | 2000.       | 2010.       |
| Белци             | 160 (92,0%) | 158 (97,5%) |
| Афроамериканци    | 0 (0,0%)    | 0 (0,0%)    |
| Азијати           | 0 (0,0%)    | 2 (1,2%)    |
| Хиспаноамериканци | 6 (3,4%)    | 2 (1,2%)    |
| Укупно            | 174         | 162         |